# Jelena Murzina
Jelena Anatoljevna Murzina (ryska: Елена Анатольевна Мурзина), född den 15 juni 1984 i Jekaterinburg, Ryssland, är en rysk gymnast.
Hon tog OS-guld i rytmisk gymnastik för trupper i samband med de olympiska gymnastiktävlingarna 2004 i Aten.